# Complemento al Libro rojo
El Complemento al Libro rojo es un añadido suplementario inacabado incluido por el psicólogo suizo Carl Gustav Jung en 1959 al final de su Libro rojo.
Previamente a la publicación inédita del Libro rojo en 2009, Aniela Jaffé alude al contenido accesorio en el apéndice a su autobiografía Recuerdos, sueños, pensamientos. En él señala que tras cierto tiempo de intranquilidad Jung retomó el Rote Buch en otoño de 1959. Quería terminar un último dibujo relacionado con la muerte. Sin embargo, tal empresa no fue llevada a cabo, escribiendo en sustitución un nuevo diálogo imaginario vinculado a las conversaciones iniciales entre Elías, Salomé y la serpiente, figuras del inconsciente desplegadas a lo largo del libro. También esta vez escribió cuidadosamente con tinta china negra en escritura gótica abreviada.
A modo de epílogo incluyó en página única el siguiente complemento inacabado:

1959. Trabajé en este libro durante 16 años. Mi conocimiento de la alquimia en 1930 me apartó de él. El comienzo del fin llegó en 1928 cuando Wilhelm me envió el texto de la "Flor de Oro", un tratado alquímico. Allí el contenido de este libro encontró su lugar en la realidad y ya no podía seguir trabajando más en él. Al observador superficial le parecerá una locura. Esto también se habría desarrollado en uno si no hubiera sido capaz de absorber la fuerza avasalladora de la experiencia original. Con la ayuda de la alquimia pude finalmente organizarla en un todo. Siempre supe que estas experiencias contenían algo precioso y por lo tanto no supe nada mejor que ponerlas por escrito en un "precioso", es decir, costoso libro y pintar las imágenes que emergieron reviviendo todo - tan bien como pude. Sabía lo terriblemente inadecuada que era esta empresa, pero a pesar de mucho trabajo y muchas distracciones permanecí fiel a ello, incluso si hay otra / posibilidad nunca...

Esto aparece en la página 190 del volumen caligráfico del Liber Novus. La transcripción fue abandonada abruptamente en medio de una frase en la página 189. Este epílogo aparece en la siguiente página, con caligrafía normal de Jung. Éste, a su vez, fue abruptamente abandonado en medio de una frase.